# Adenoma da tiroide

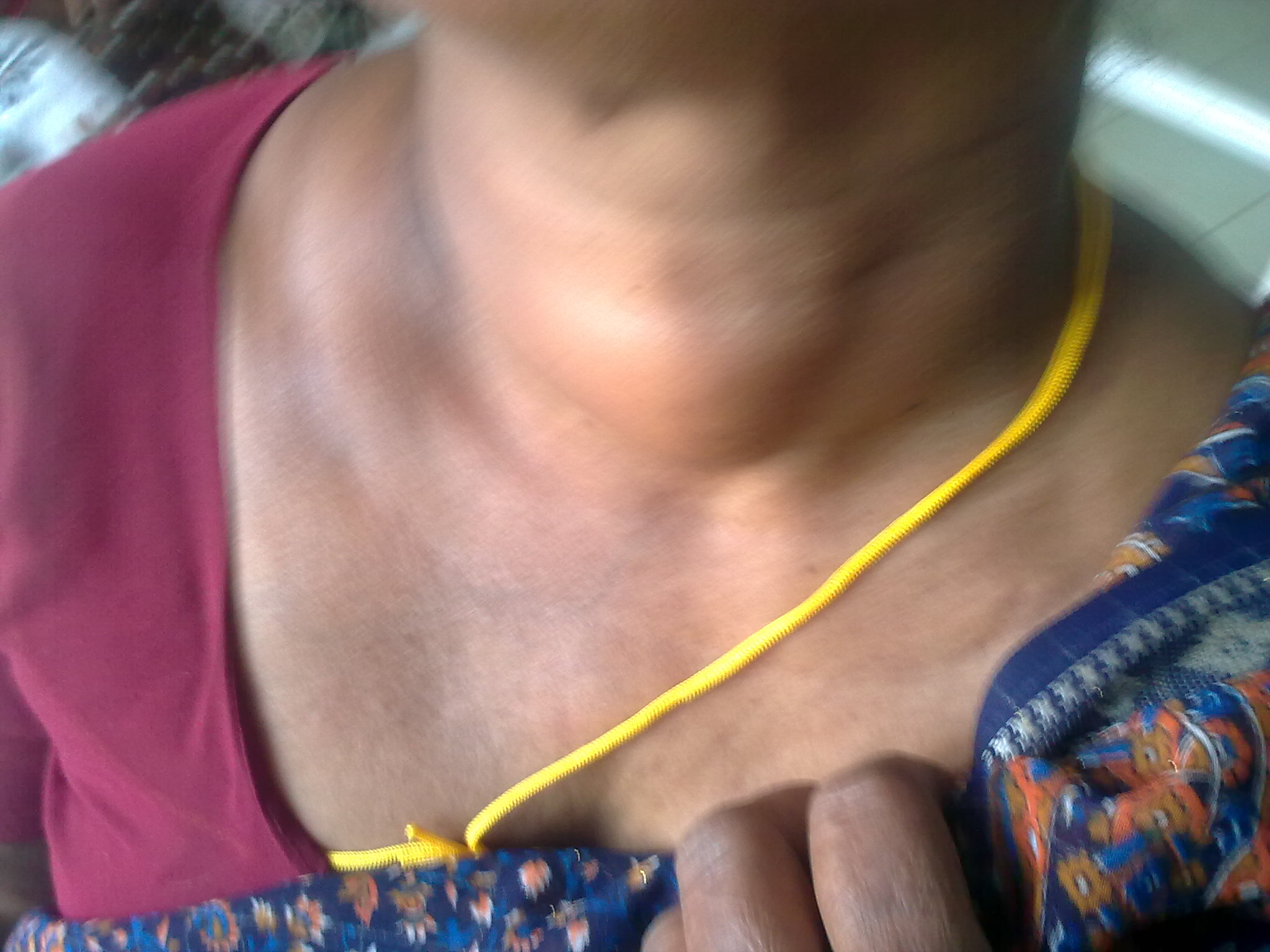
Adenoma da tiroide

Um adenoma da tiroide é um tumor benigno da glândula tiroide. Um adenoma pode-se encontrar clinicamente inativo ou ativo. Um adenoma ativo produz hormonas da tiroide de forma autónoma, o que pode causar hipertiroidismo. Os adenomas ativos são denominados adenomas tóxicos da tiroide. Praticamente todos os adenomas da tiroide são adenomas foliculares.